# Kopanița, Pernik
Kopanița (în bulgară Копаница) este un sat în comuna Radomir, regiunea Pernik,  Bulgaria. 

## Demografie
Componența etnică a satului Kopanița
     Bulgari (98,71%)
     Nicio identificare (1,28%)
     Altele (0%)
La recensământul din 2011, populația satului Kopanița era de 234 locuitori. Din punct de vedere etnic, majoritatea locuitorilor (98,71%) erau bulgari. Pentru 1,28% din locuitori nu este cunoscută apartenența etnică.